# سكوت إلرود
سكوت إلرود (بالألمانية: Scott Elrod)‏ مواليد 10 فبراير 1975 في ألمانيا، هو ممثل أمريكي.

## الأعمال

### أفلام
- آرغو

## روابط خارجية
- سكوت إلرود على موقع IMDb (الإنجليزية)
- سكوت إلرود على موقع ألو سيني (الفرنسية)
- سكوت إلرود على موقع أول موفي (الإنجليزية)
- سكوت إلرود على موقع قاعدة بيانات الأفلام السويدية (السويدية)
- سكوت إلرود على موقع قاعدة بيانات الفيلم (الإنجليزية)
- سكوت إلرود على موقع كينوبويسك (الروسية)